# Ostrov (Pskovská oblast)
Ostrov (rusky О́стров, česky doslova „ostrov“) je město v Pskovské oblasti v Ruské federaci. Trvale zde žije přibližně 21 tisíc obyvatel.

## Poloha a doprava
Ostrov leží na řece Veliké, přítoku Pskovského jezera. Od Pskova, správního střediska oblasti, je vzdálen přibližně pětapadesát kilometrů jižně.
Přes město prochází železniční trať z Petrohradu přes Pskov do Pytalova, která dále pokračuje přes lotyšsko-ruskou hranici do Rēzekne (Režice) ve východním Lotyšsku. Ze severu vede do Ostrova dálnice R23 z Petrohradu přes Pskov, která dále pokračuje na jihovýchod přes Opočku k bělorusko-ruské hranici. Je po ní vedená Evropská silnice E95.
Z jihozápadu přichází do města Evropská silnice E262 z Kaunasu v Litvě přes Daugavpils a Rēzekne v Lotyšsku, která v Ostrově končí.
Několik kilometrů jihovýchodně od města leží letecká základna Ostrov, letiště sloužící výhradně vojenským účelům.

## Dějiny
První zmínka je z roku 1342. Původně se jednalo o pevnost na říčním ostrově, z čehož je odvozeno jméno. V roce 1502 byla prakticky zničena tažením Livonského řádu.
Za druhé světové války byl od 6. července 1941 do 21. července 1944 Ostrov obsazen německou armádou.

### Rodáci
- Michail Petrovič Ivanov (* 1977), běžec na lyžích, politik